# Vosbles
Vosbles foi uma comuna francesa na região administrativa de Borgonha-Franco-Condado, no departamento de Jura. Estendia-se por uma área de 12,67 km². Em 2010 a comuna tinha 191 habitantes (densidade: 15,1 hab./km²).
Em 1 de janeiro de 2018, passou a formar parte da nova comuna de Vosbles-Valfin.